# Megachile montonii
Megachile montonii är en biart som beskrevs av Giovanni Gribodo 1894.
Megachile montonii ingår i släktet tapetserarbin och familjen buksamlarbin. Inga underarter finns listade i Catalogue of Life.